# Centro Comercial (Córdoba)
Centro Comercial es un barrio de la ciudad de Córdoba (España), perteneciente al distrito Centro. Está situado en zona noroeste del distrito, siendo el barrio de mayor extensión del mismo. Limita al norte y al oeste con los distritos Noroeste y Poniente-Sur respectivamente. Al sur, limita con los barrios de La Trinidad y El Salvador y la Compañía, y al este, con los barrios de San Miguel-Capuchinos y Campo de la Merced-Molinos Alta.

## Monumentos y lugares de interés
- Avenida del Gran Capitán
- Iglesia de San Hipólito
- Gran Teatro de Córdoba
- Iglesia de San Nicolás de la Villa
- Ermita de la Alegría ( Barroca)
- Oratorio de San Felipe Neri
- Minarete o Alminar califal de San Juan